# 山鳥重
山鳥 重（やまどり あつし、1939年9月29日 - ）は、日本の神経心理学者、脳科学者、医師。
専門は、神経心理学、失語症・記憶障害などの高次脳機能障害。

## 略歴
兵庫県生まれ。兄は解剖学者・山鳥崇（1932年 - 2019年、神戸大学名誉教授、姫路獨協大学名誉教授、元神戸大学医学部長）。
神戸医科大学卒業、神戸大学大学院医学研究科博士課程修了。1969年に神戸大学より医学博士の学位を取得、学位論文の題は「Role of spindles in the onset of sleep(入眠時における紡錘波の役割)」。
69‐72年ボストン大学医学部ニューロロジー教室のレジデント・プログラムに在籍、ボストン・ヴェテランズ・アドミニストレーション病院で失語症など高次脳機能障害の臨床に従事。以来、神経内科医として失語症の診察、研究にあたってきた。
神戸大学医学部精神神経科助教授、兵庫県立高齢者脳機能研究センター所長、1994年東北大学大学院医学系研究科教授、2003年神戸学院大学人文学部教授。2010年定年退任。

## 著書
- 『脳からみた心』日本放送出版協会(NHKブックス) 1985 / 角川ソフィア文庫 2013
- 『神経心理学入門』医学書院 1985
- 『ヒトはなぜことばを使えるか 脳と心のふしぎ』講談社現代新書　1998
- 『記憶の神経心理学』医学書院 (神経心理学コレクション) 2002
- 『「わかる」とはどういうことか 認識の脳科学』ちくま新書　2002
- 『脳のふしぎ 神経心理学の臨床から』そうろん社 2003
- 『知・情・意の神経心理学』青灯社 2008
- 『言葉と脳と心　失語症とは何か』講談社現代新書 2011
- 『「気づく」とはどういうことか こころと神経の科学』ちくま新書 2018

## 共編著
- 神経心理学の挑戦 河村満共編 医学書院 2000.5 (神経心理学コレクション)
- 眼と精神 彦坂興秀の課外授業 彦坂興秀,河村満共著 医学書院 2003.3 (神経心理学コレクション)
- 「対談」心とことばの脳科学 辻幸夫共著 大修館書店 2006.4 (認知科学のフロンティア)
- 失行 河村満,田邉敬貴共著 医学書院 2008.9 (神経心理学コレクション)

## 翻訳
- 経験の本性 W.ラッセル・ブレイン みすず書房 1979.12
- 書字言語 その歴史と理論および病態 アンドレ・ロック・ルクール編 森山成彬共訳　創造出版 1999.5
- 神経リハビリテーション Richard B.Lazar編 岩崎祐三,山本悌司共訳 医学書院 2001.1
- 認知症の「みかた」 三村將,河村満共編 医学書院 2009.11 (神経心理学コレクション)

## 参考
- セブンネットショッピング